# Sean O'Pry
Sean Richard O'Pry (Kennesaw; 5 de julio de 1989) es un modelo estadounidense.

## Carrera
Fue reclutado como modelo a los 17 años de edad por Nolé Marin en 2006.
Ha realizado campañas publicitarias y editoriales para Calvin Klein, Giorgio Armani, Versace, Dolce & Gabbana, Ralph Lauren, Gianfranco Ferré, H&M, Armani Jeans, Marc Jacobs, Emporio Armani, Lacoste, Dsquared2, American Eagle, Bottega Veneta, DKNY, Fendi, GQ, Dazed & Confused, V, Details, Barneys, Uniqlo, Bloomingdale's, Belstaff, D2, Arena, Diesel, Gap, JOOP! y Numéro Homme. Ha participado en la apertura de desfiles para Versace, Yves Saint Laurent, Givenchy y Salvatore Ferragamo, y en el cierre de Moschino, Trussardi y Ermenegildo Zegna. Otros diseñadores con los que ha trabajado son Roberto Cavalli, Louis Vuitton, Chanel, Michael Kors y Hermès. En noviembre de 2011, O'Pry fue presentado como la estrella publicitaria para la fragancia «Spicebomb» de Viktor & Rolf.

### Vídeos musicales
En 2012, O'Pry apareció en el vídeo musical «Girl Gone Wild» de Madonna junto a Jon Kortajarena y otros modelos. También apareció en «Blank Space» de Taylor Swift como coprotagonista del videoclip de 2014. En 2015 apareció en el video de la campaña navideña de H&M con la cantante Katy Perry y en 2016 protagonizó la campaña de la fragancia One Million de Paco Rabanne.

## Logros

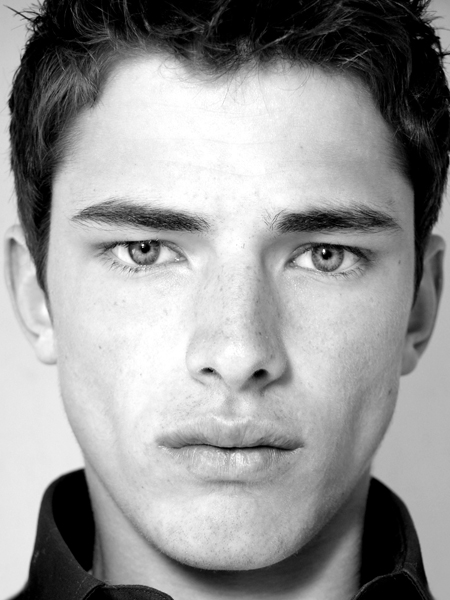
Sean O'Pry (Fotografía de Bert Hamilton)

En septiembre de 2013, Sean O'Pry fue publicado por el sitio especializado en el rubro models.com, en su listado Top 50 internacional de los mejores modelos masculinos, ocupando el primer puesto por dos años consecutivos.
En 2009, la revista Forbes lo nombró en su ranking anual como el modelo masculino más exitoso del mundo, habiendo sido ya posicionado en el octavo lugar en el mismo listado el año anterior.